# Magomed Omarov
Magomed Šachanovič Omarov (in russo Магомед Шахбанович Омаров?; Kaspijsk, 16 ottobre 1989) è un pugile russo, nelle categorie dei pesi supermassimi.

## Carriera pugilistica
Omarov è stato campione europeo nel 2011, grazie al quale ha ricevuto il titolo di "Maestro della Federazione Russa degli Sport di Classe Internazionale" da parte di Vitaly Mutko (ministro russo per lo Sport, il Turismo e le Politiche Giovanili).
Ha poi conquistato l'accesso alle olimpiadi estive di Londra 2012, vincendo le qualificazioni europee tenutesi a Trebisonda (Turchia) nell'aprile 2012, venendo eliminato ai quarti di finale.
Ai mondiali di Almaty 2013 è stato eliminato ai quarti di finale.

### Principali incontri disputati
Statistiche aggiornate al 25 novembre 2013.
| Evento    | Edizione    | Categoria             | Trentaduesimi | Sedicesimi                     | Ottavi                                  | Quarti                                      | Semifinale                          | Finale                               | Pos. | Note  |
| --------- | ----------- | --------------------- | ------------- | ------------------------------ | --------------------------------------- | ------------------------------------------- | ----------------------------------- | ------------------------------------ | ---- | ----- |
| Europei   | Ankara 2011 | Supermassimi (+91 kg) | N.D.          | Bye                            | Olexandr Trifonov ( Ucraina) V 24-9     | Milutin Stanković ( Serbia) V 17-13         | Mikheil Bakhtidze ( Georgia) V AB 2 | Roberto Cammarelle ( Italia) V 20-14 |      | [ 3 ] |
| Olimpiadi | Londra 2012 | Supermassimi (+91 kg) | N.D.          | N.D.                           | Dominic Breazeale ( Stati Uniti) V 19-8 | Magomedrasul Medžidov ( Azerbaigian) P 4-17 | non qualificato                     | non qualificato                      | 5º   | [ 4 ] |
| Mondiali  | Almaty 2013 | Supermassimi (+91 kg) | N.D.          | Ali Demirezen ( Turchia) V 3-0 | Yohandi Ortega ( Cuba) V 3-0            | Magomedrasul Medžidov ( Azerbaigian) P 0-3  | non qualificato                     | non qualificato                      | 5º   | [ 5 ] |